# Рудица, Роман Иванович
Рома́н Ива́нович Ру́дица (род. 1972, Тюмень, СССР) — российский композитор, музыкальный теоретик, изобретатель, пианист, клавесинист и музыкальный критик. Вместе с Андреем Баяджаном изобрел нотную клавиатуру, основал D Notation — проект в области цифровой музыкальной нотации и обучения музыкальной грамоте, и музыкально-научную конференцию Worldwide Music Conference (WWMC).

## Биография
Заниматься композицией и полифонией начал под руководством М. А. Баска.
В 1990 году окончил Среднюю специальную музыкальную школу при Уральской консерватории им. М. П. Мусоргского.
В 1995 году закончил Санкт-Петербургскую консерваторию им. Н. А. Римского-Корсакова по классу композиции С. М. Слонимского, классу фортепиано и клавесина Е. А. Серединской, классу теории музыки Е. А. Ручьевской.
В 1995—1997 годах проходил ассистентуру-стажировку в классе композиции С. М. Слонимского.
Член Союза Композиторов России.
Автор кантат, оркестровых и камерно-инструментальных произведений.
Автор музыковедческих работ, посвященных вопросам музыкального анализа, теоретическим проблемам гармонии и контрапункта.
С 1998 по 2014 гг. сотрудничал со многочисленными авторитетными петербургскими и московскими изданиями в качестве музыкального критика, эссеиста, рецензента музыковедческих публикаций, аудиоэксперта. Основные эссеистические работы опубликованы в авторитетных музыкальных и театральных журналах.
Участник ряда проектов Фонда ПРО АРТЕ.
Произведения Романа Рудицы исполнялись в Санкт-Петербурге в залах Филармонии, в Эрмитажном театре, Русском музее, Консерватории, Доме Композиторов, Музее Связи, Невской куртине Петропавловской крепости и др.
В 2018 году в связи с проведением Чемпионата мира по футболу написал "Футбольный гимн Петербурга".
Фортепианный и клавесинный репертуар Романа Рудицы включают произведения Шамбоньера, д’Англебера и других представителей французской клавесинной школы, Франка, Листа, Глинки, венских классиков. Концертные выступления состоялись в залах Московской и Петербургской Консерваторий, Новгородской и Псковской Филармоний, музее-квартире Н. А. Римского-Корсакова, Санкт-Петербургском Доме Композиторов и др.
В 2014 году Роман Рудица совместно с Андреем Баяджаном запустил проект D Notation, который направлен на создание совершенного средства цифрового нотного письма и развития массового обучения нотной грамоте. D Notation основан на изобретении А. Баяджана и Р. Рудицы — нотной клавиатуре. Изобретение было запатентовано, проект D Notation стал победителем Конкурса инноваций в образовании (КИВО) Высшей школы экономики в 2017 году.
Роман Рудица — основатель и глава научного комитета музыкально-научной конференции Worldwide Music Conference (WWMC), главный редактор сборника научных работ конференции, выпущенного издательством Springer. Р. Рудица является автором концепции "Научный мир исследует музыку", которая легла в основу конференции. Первая конференция прошла онлайн в апреле 2021 года.

## Основные сочинения
- «Цветы геосфер», симфония для камерного оркестра (1995)[29]
- «Геракл и эхо», балет, для оркестра и скрипки соло (1997)
- «Страшный Суд», кантата для солистов и оркестра (2001)[7]
- «Самсон и Далила», оперный фрагмент (2004)[7]
- «Прощание с Антонио Вивальди», двойной концерт для скрипки, кларнета и оркестра (2005)[7][17][30]
- «Иосаф царевич и пустыня», кантата для солистов и инструментального ансамбля (1996—2008)[31]
- «Шесть стадий повесы», притча-парафраз по опере И. Стравинского «Похождения повесы» (2006)[7]
- «Вакхическая песнь», кантата на слова Лоренцо Медичи, для тенора, фортепиано соло и оркестра (2005)[7]

## Избранные критические статьи и рецензии
- «Бывают просто симфонии» (о «Данте-симфониях» Б. Тищенко)[32][33][34]
- «…лишь музыка»[35]
- «Снегурочка» в Мариинской опере"[36]
- Рихард Вагнер. Моя жизнь
- Михаил Сапонов. Русские дневники и мемуары Рихарда Вагнера, Людвига Шпора, Роберта Шумана[37]
- Бруно Монсенжон. Рихтер[38]